# Holland (Vermont)
Pour les articles homonymes, voir Holland.
Holland est une municipalité (town) américaine de l'État du Vermont, située dans le comté d'Orleans. En 2020, sa population s'élevait à 632 habitants.

## Géographie
La municipalité s'étend sur 98,94 km2 à l'extrémité nord du Vermont et est frontalière avec le Canada. Elle est limitrophe à l'est du comté d'Essex et comprend les localités de Holland Center, Holland Pond et Tice Hollow.
| Stanstead (Canada) | Stanstead-Est Barnston-Ouest (Canada) | Coaticook (Canada) |
| Derby              | Holland                               | Norton             |
|                    | Morgan                                | Warner's Grant     |